# Podsmreka
Podsmreka je naselje v Občini Dobrova - Polhov Gradec.